# Eutròpia (filla de Constanci Clor)
Eutròpia (en llatí: Eutropia) va ser la filla de Constanci Clor i de Flàvia Maximiana Teodora, i germana de Dalmaci Cèsar, Juli Constantí, Flavi Annibalià, Flàvia Valèria Constància i Anastàsia, i germanastra de Constantí el Gran.
Es pensa que es va casar amb Viri o Popili Nepocià que va ser cònsol l'any 301, però el que si se sap segur és que va ser la mare de l'emperador Flavi Popili Nepocià proclamat el 2 de juny del 350 i que va governar vint dies. Va morir durant la repressió que va seguir la caiguda del seu fill.